# ERGIC1
ERGIC1 (англ. Endoplasmic reticulum-golgi intermediate compartment 1) – білок, який кодується однойменним геном, розташованим у людей на 5-й хромосомі. Довжина поліпептидного ланцюга білка становить 290 амінокислот, а молекулярна маса — 32 592.
| 10         |  | 20         |  | 30         |  | 40         |  | 50         |
| ---------- |  | ---------- |  | ---------- |  | ---------- |  | ---------- |
| MPFDFRRFDI |  | YRKVPKDLTQ |  | PTYTGAIISI |  | CCCLFILFLF |  | LSELTGFITT |
| EVVNELYVDD |  | PDKDSGGKID |  | VSLNISLPNL |  | HCELVGLDIQ |  | DEMGRHEVGH |
| IDNSMKIPLN |  | NGAGCRFEGQ |  | FSINKVPGNF |  | HVSTHSATAQ |  | PQNPDMTHVI |
| HKLSFGDTLQ |  | VQNIHGAFNA |  | LGGADRLTSN |  | PLASHDYILK |  | IVPTVYEDKS |
| GKQRYSYQYT |  | VANKEYVAYS |  | HTGRIIPAIW |  | FRYDLSPITV |  | KYTERRQPLY |
| RFITTICAII |  | GGTFTVAGIL |  | DSCIFTASEA |  | WKKIQLGKMH |  |            |

A: Аланін

C: Цистеїн

D: Аспарагінова кислота

E: Глутамінова кислота

F: Фенілаланін

G: Гліцин

H: Гістидин

I: Ізолейцин

K: Лізин

L: Лейцин

M: Метіонін

N: Аспарагін

P: Пролін

Q: Глутамін

R: Аргінін

S: Серин

T: Треонін

V: Валін

W: Триптофан

Задіяний у таких біологічних процесах, як транспорт, транспорт між ендоплазматичним ретикулумом і апаратом Гольджі, альтернативний сплайсинг. 
Локалізований у мембрані, ендоплазматичному ретикулумі, апараті гольджі.